# Chiesa di San Giorgio (Terento)
La chiesa di San Giorgio (in tedesco Pfarrkirche St. Georg) è la parrocchiale di Terento in provincia autonoma di Bolzano. Appartiene al decanato di Brunico della diocesi di Bolzano-Bressanone e risale al XII secolo.

## Storia
La prima citazione del luogo di culto a Terento risale al 1362 ma è verosimile che l'edificio fosse stato edificato almeno due secoli prima perché Hartmann di Bressanone, vescovo della diocesi, nel 1162 vi consacrò un altare.
Importanti lavori di ampliamento furono realizzati nel biennio 1683-1684 quando alla navata originaria ne venne affiancata una seconda e verso la fine della metà del XIX secolo un ulteriore ampliamento ne prolungò la sala. In quel momento la chiesa fu modificata secondo lo stile neoromanico. Nel 1896 le pitture sul soffitto vennero restaurate.
Durante i necessari lavori di ristrutturazione realizzati negli anni sessanta del XX secolo si ebbe un'importante scoperta archeologica perché vennero rinvenute tracce di antiche fondazioni romane.

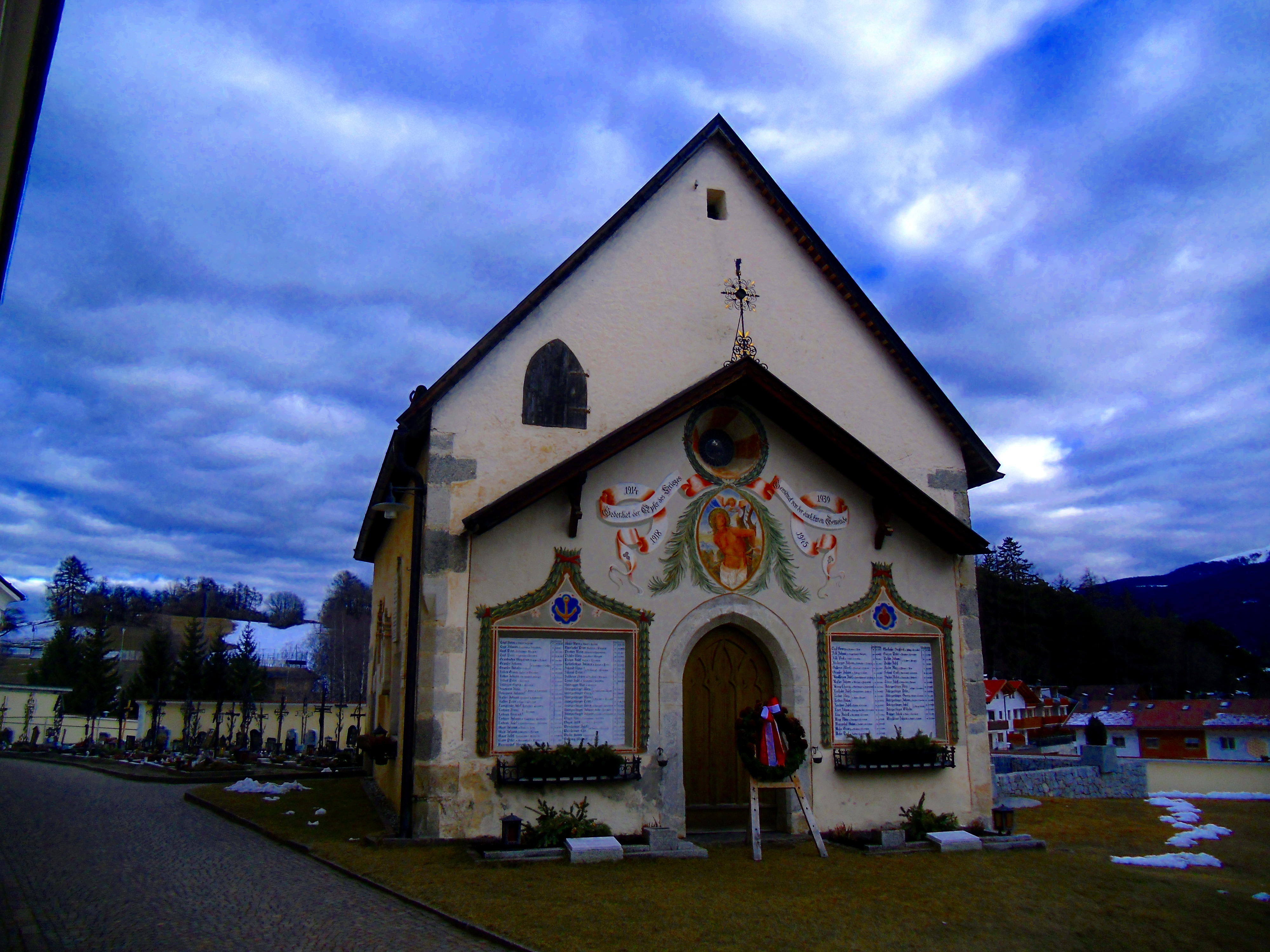
Cappella di Santa Croce

## Descrizione

### Esterno
La parte che si è maggiormente preservata nella sua forma originale neogotica è la torre campanaria, che si alza lateralmente sulla sinistra della struttura, in posizione arretrata ed addossata alla chiesa. Le finestre sono a monofora ogivale con una divisoria centrale data da una piccola colonna.

### Interno
La navata della sala si presenta in stile neoromanico con tipica volta a botte arricchita da decorazioni ad affresco opera del pittore austriaco Christoph Brandstätter.

## Cappella di Santa Croce
La piccola cappella, chiamata in tedesco Heiligkreuz-Kapelle, si trova nelle immediate vicinanze della parrocchiale e riveste pure essa importanza storico artistica, essendo stata edificata nel XVI secolo e consacrata nel 1520. Nel piccolo luogo di culto è conservato un interessante coro ligneo a pianta poligonale.